# 1853
| 1853                     |
| ------------------------ |
| Dødsfald - Fødsler       |
| • Begivenheder • Politik |

| Gregoriansk kalender | 1853 MDCCCLIII          |
| Ab urbe condita      | 2606                    |
| Armensk kalender     | 1302 ԹՎ ՌՅԲ             |
| Kinesiske kalender   | 4549 – 4550 壬子 – 癸丑 |
| Etiopisk kalender    | 1845 – 1846             |
| Jødisk kalender      | 5613 – 5614             |
| Hindukalendere       |                         |
| - Vikram Samvat      | 1908 – 1909             |
| - Shaka Samvat       | 1775 – 1776             |
| - Kali Yuga          | 4954 – 4955             |
| Iransk kalender      | 1231 – 1232             |
| Islamisk kalender    | 1269 – 1271             |

Konge i Danmark: Frederik 7. 1848-1863
Se også 1853 (tal)

## Begivenheder

### Februar
- 26. februar - der afholdes folketingsvalg efter regeringen er kommet i mindretal.

### Marts
- 5. marts - det amerikansk-tyske flygel- og klaverfirma Steinway & Sons grundlægges
- 6. marts - Giuseppe Verdi's La Traviata har premiere i Venedig
- Marts - det amerikanske tøjmærke Levi Strauss & Co. grundlægges

### Juni
- 11. juni - Koleraepidemi udbryder i København og varede indtil oktober måned

### Juli
- 16. juli - 212 københavnere dør denne dag af kolera. Samme dag skriver justitiarius Adolph Drewsen beroligende til den ængstelige H.C. Andersen, at "ganske vist er det alvorlige tider, men København ligner i det store hele sig selv". Tre dage senere rammes også det fornemme Bredgadekvarter, hvor Drewsen bor.

### November
- 30. november - under Krimkrigen ødelægger den russiske flåde den osmanniske flåde i slaget ved Sinop

### Udateret
- Krimkrigen begynder
- Tugthuset i Horsens (nu Horsens Statsfængsel) opføres
- Japans isolationsperiode (1639-1853) sluttede.

## Født
- 30. marts – Vincent van Gogh
- 16. september – Albrecht Kossel, tysk Nobelprismodtager

## Dødsfald
- 22. juli – Christoffer Wilhelm Eckersberg, dansk maler (født 1783).
- Omkring 4800 mennesker dør i København, da en koleraepidemi hærger byen.